# جاك مارشمان
جاك مارشمان (بالإنجليزية: Jack Marshman؛ مواليد 19 ديسمبر 1989) هو مُقاتل فنون قتالية مختلطة ويلزي مُعتزل.

## وصلات خارجية
- جاك مارشمان على موقع يو إف سي (الإنجليزية)
- جاك مارشمان على موقع شيردوغ (الإنجليزية)
- جاك مارشمان على موقع Tapology.com (الإنجليزية)
- جاك مارشمان على موقع IMDb (الإنجليزية)
- جاك مارشمان على موقع قاعدة بيانات الفيلم (الإنجليزية)